# سیارک ۱۷۲۰۸
سیارک ۱۷۲۰۸ (به انگلیسی: 17208 Pokrovska، نامگذاری:2000AH130) هفده هزار و دویست و هشتمین سیارک کشف شده‌است که در ۵ ژانویه ۲۰۰۰ کشف شد.
قدر مطلق سیارک برابر ۱۶.۲ است.